# Прескотт, Кэтрин
Кэ́трин Пре́скотт (англ. Kathryn Prescott, род. 4 июня 1991, Лондон, Англия) — британская актриса. Получила известность благодаря ролям Эмили Фитч в сериале «Молокососы» и Картер Стивенс в сериале «В поисках Картер».

## Биография
Родилась на 6 минут раньше своей сестры-близнеца Меган; у неё так же есть младший брат Бен.

## Карьера
Вместе с сестрой дебютировала на телевидении в 2008 году, сыграв близняшек Эми и Шарлотту Уилкокс в одном из эпизодов сериала «Врачи».
В 2009 году влилась в обновлённый актёрский состав второго поколения подросткового сериала «Молокососы». Роль Эмили Фитч, которую Кэтрин отыгрывала на протяжении 3 и 4 сезонов, принесла начинающей актрисе первую известность. В 2013 году Прескотт снова сыграла своего персонажа в финальном седьмом сезоне шоу, который рассказывал о том, как сложились судьбы некоторых повзрослевших героев.
В 2010—2013 годах актриса появлялась в эпизодах британских сериалов «Монро», «Катастрофа», «Бедлам», «Быть человеком».
С 2014 года начинает активно снималась в США. Среди её работ роли в сериалах «Царство», «В поисках Картер», «24 часа: Наследие», «Сын», а также фильмах «Рой», «До костей», «Чувак», «Пункт назначения: Смайл».

## Личная жизнь
Лучшая подруга Кэтрин — британская актриса Лили Лавлесс, с которой они сблизились на съёмках сериала Молокососы. Профессионально занимается фотографией.
Является большой поклонницей пирсинга, имеет 14 проколов на теле: 6 в левом ухе, 4 — в правом, а также на губах, языке и пупке.
Среди своих музыкальных предпочтений выделяет творчество Röyksopp, The Cardigans и Metallica.
7 сентября 2021 Кэтрин попала в больницу после того, как была сбита цементовозом в Бруклине. Она получила серьёзные травмы: перелом таза, переломы обеих ног и перелом руки. В какой-то момент существовала угроза остаться парализованной из-за полученных травм. 1 октября 2021 её сестра Меган сообщила, что Кэтрин выписали из больницы. У Меган была проблема с тем, чтобы попасть в США из-за ограничений, связанных с пандемией COVID-19, но вопрос был быстро решён после того, как это стало известно широкой общественности.

## Фильмография

### Фильмы
| Год  | Название                | Ориг. название     | Роль              | Примечания       |
| ---- | ----------------------- | ------------------ | ----------------- | ---------------- |
| 2013 | Варгульф                | Vargulf            | Грейс             | короткометражный |
| 2014 | Инсома                  | Insoma             | бездомная девушка | короткометражный |
| 2014 | Подонки                 | Dregs              | Зои               | короткометражный |
| 2014 | Отсчёт назад            | Counting Backwards | Келли             | короткометражный |
| 2015 | Скелеты                 | Skeletons          | Холли Морган      | короткометражный |
| 2015 | Рой                     | The Hive           | Кэти              |                  |
| 2017 | До костей               | To the Bone        | Анна              |                  |
| 2017 | Весёлый ужин мамочек    | Fun Mom Dinner     | Зои               |                  |
| 2018 | Чувак                   | Dude               | Хлоя              |                  |
| 2019 | Собачья жизнь 2         | A Dog’s Journey    | Си Джей           |                  |
| 2019 | Пункт назначения: Смайл | Polaroid           | Бёрд Фитчер       |                  |

### Телевидение
| Год             | Название на русском   | Название на английском | Роль                           | Примечания                                |
| --------------- | --------------------- | ---------------------- | ------------------------------ | ----------------------------------------- |
| 2008            | Врачи                 | Doctors                | Эми Уилкокс                    | эпизод 10х63 «Dare, Double Dare, Truth»   |
| 2009-2010, 2013 | Молокососы            | Skins                  | Эмили Фитч                     | 3-4, 7 сезоны (18 эпизодов)               |
| 2011            | Монро                 | Monroe                 | Дженнифер                      | эпизод 1х04                               |
| 2012            | Катастрофа            | Casualty               | Руби Биль                      | эпизод 26х17 «Full Cast & Crew»           |
| 2012            | Бедлам                | Bedlam                 | Кэсс                           | эпизод 2х02 "Pool of Tears "              |
| 2013            | Быть человеком        | Being Human            | Наташа                         | эпизод 5х05 «No Care, All Responsibility» |
| 2014            | Царство               | Reign                  | Пенелопа                       | 1 сезон (4 эпизода)                       |
| 2014-2015       | В поисках Картер      | Finding Carter         | Картер Стивенс / Линдон Уилсон | главная роль (36 эпизодов)                |
| 2015            | Хранительницы голубей | The Dovekeepers        | Азиза                          |                                           |
| 2017            | 24 часа: Наследие     | 24: Legacy             | Амира Дудаева                  | 6 эпизодов                                |
| 2017            | Сын                   | The Son                | Ингрид в юности                | 4 эпизода                                 |

### Музыкальные клипы
| год  | исполнитель        | песня        | роль          |
| ---- | ------------------ | ------------ | ------------- |
| 2013 | The Midnight Beast | «Love Bites» | девушка зомби |